# Alessia Buffolo
Alessia Buffolo est une dessinatrice de bande dessinée et illustratrice italienne née en 1974 à Monza. En France, elle est connue pour Obie Koul, scénarisé par Makyo.

## Biographie
Née en 1974 à Monza, Alessia Buffolo passe la maturità (1992) à l'Istituto d'Arte Alessandro Vittoria de Trente puis elle se rend à Milan pour étudier le design graphique à l'Accademia di Comunicazione ; elle y obtient son diplôme en 1996. Après avoir exercé pour des agences publicitaires, elle collabore avec Daniele Mocci, qui scénarise pour elle Carrion, une série jeunesse en deux volumes chez Clair de lune (2010-2011). 
Elle s'associe ensuite avec Makyo et elle dessine Obie koul, une autre série jeunesse où évolue un héros, Obie, dont la mère est terrienne et le père extra-terrestre. Les parents étant séparés, Obie se rend sur la planète de son père un week-end sur deux. Ce récit de science-fiction aborde également le thème du harcèlement en milieu scolaire. La dessinatrice emploie un style semi-réaliste. Lors du festival BD Boum 2019, le premier volume reçoit le Prix conseil départemental de Loir-et-Cher et, au festival d'Angoulême 2020, le prix des collèges. Un deuxième volume paraît en 2020.

## Œuvres en français
- Carrion, scénario de Daniele Mocci, couleurs Andrea Cagol, éd. Clair de lune

1. Le secret de la ville, 2010  (ISBN 978-2-35325-261-9)
2. Les héros de Thunderland, 2011  (ISBN 978-2-35325-068-4)
3. Intégrale : Planète Nabiroo, 2013  (ISBN 978-2-35325-506-1)

- Obie koul, scénario de Makyo, couleurs Alessandra Dottori, Kennes

1. Un week-end sur deux chez mon père, 2019  (ISBN 978-2-8758-0733-5)
2. Mon pouvoir caché, 2020  (ISBN 978-2-8758-0814-1)

## Récompenses
- 2019 : Prix conseil départemental de Loir-et-Cher au festival BD Boum, avec Makyo, pour Obie koul[3] ;
- 2020 : Prix des collèges au festival d'Angoulême 2020, avec Makyo, pour Obie koul[4].